# 日産・スタンザ
スタンザ（STANZA）は、日産自動車がかつて生産・販売していたセダン型/ハッチバック型の乗用車。バイオレットおよびオースターの姉妹車である。

## 初代 A10型系（1977年 - 1981年）
1977年8月発売。販売チャネルはサニー店で、先んじて登場していたバイオレット/オースターの姉妹車にあたる。サニー店の旗艦車として豪華な内外装を与えられ、「ミニ・セドリック/グロリア」的な「小さな高級車」という性格づけがなされた。位置付けとしてはサニーの上位にあたり、B110・B210型に設定されていた「サニーエクセレント」を発展させたモデルでもある。
ボディは4ドアセダンのみで、姉妹車とは異なる角型ヘッドライトが特徴。エンジンはL型直列4気筒が用いられ、当初は1.6LのL16のみ（キャブレターとEGI付きの2種）。駆動方式は後輪駆動、サスペンションはフロントがストラット、リアは4リンク式リジットと、当時の一般的なレイアウトであった。
オーストラリアでは現地工場にて、1978年から1982年にかけて1.6Lエンジンの4ドアセダンのみが生産され、初期の2年間はダットサン・スタンザ、1980年以降は日産・スタンザをそれぞれ名乗った。
- 1977年8月8日 - 登場。 キャッチコピーは「男と女とバラとスタンザ」。
- 1978年5月 - 53年排出ガス規制適合でE-PA11型へ。エンジンはZ16・Z16Eに変更。
- 1978年11月 - 1.8L車登場。型式はE-RA11。エンジンはZ18・Z18E。大型ウレタンバンパーを装着し、1600車との差別化を図った。
- 1979年6月 - マイナーチェンジ。1600ラグジャリーを除く全車にフロントグリル埋め込みフォグランプを採用。3姉妹中で唯一パワーウィンドを装備した1800マキシマX-Eを追加。
- 1979年8月 - 5ドアハッチバックの「スタンザリゾート」が追加された。
- 1980年4月 - 5ドアのリゾートに脱着式サンルーフ付の1600SX/1800SX-Tとセダンに女性仕様の1600エレガントエクストラを追加。エレガントエクストラは専用のオレンジメタリックの車体色を採用。

販売終了前月までの新車登録台数の累計は一部2代目バイオレットと合算して13万1345台。

## 2代目 T11型系（1981年 - 1986年）
- 1981年6月発売。姉妹車のバイオレットリベルタ/オースターJX同様FF化され、4ドアセダンと5ドアハッチバックが設定された。正式車名は「スタンザFX」。エンジンは新開発のCA型を搭載し、排気量は1.6Lと1.8L。初代同様高級志向であり、オースターに比べメッキパーツが多用されていた。前期型は空力に優れたモダンなデザインが特徴で、異型ヘッドライトが採用されたが、北米仕様は2代目オースターがスタンザの名称で、灯火規制のため、規格品の角型ヘッドライトだった。
- 1983年6月 - 日本仕様は大幅マイナーチェンジを受け、フロントマスク周りのスラント型スタイルから、U11型ブルーバードの風の、この当時の日産車の類型的なスタイルに変更された。輸出仕様は従来どおりスラント型フロントマスクで、北米向けは灯火規制の改正で異型ヘッドライトが認可され、日本仕様前期型に近いデザインとなった。5ドアハッチバックを廃止し、代わりにオースターにあった3ドアハッチバックを追加。
- 1985年11月 - オースターが先にモデルチェンジされ、スタンザは翌1986年6月にモデルチェンジ。新車登録台数の累計は3代目バイオレットリベルタ/2代目オースターJXと合算して10万6403台[2]

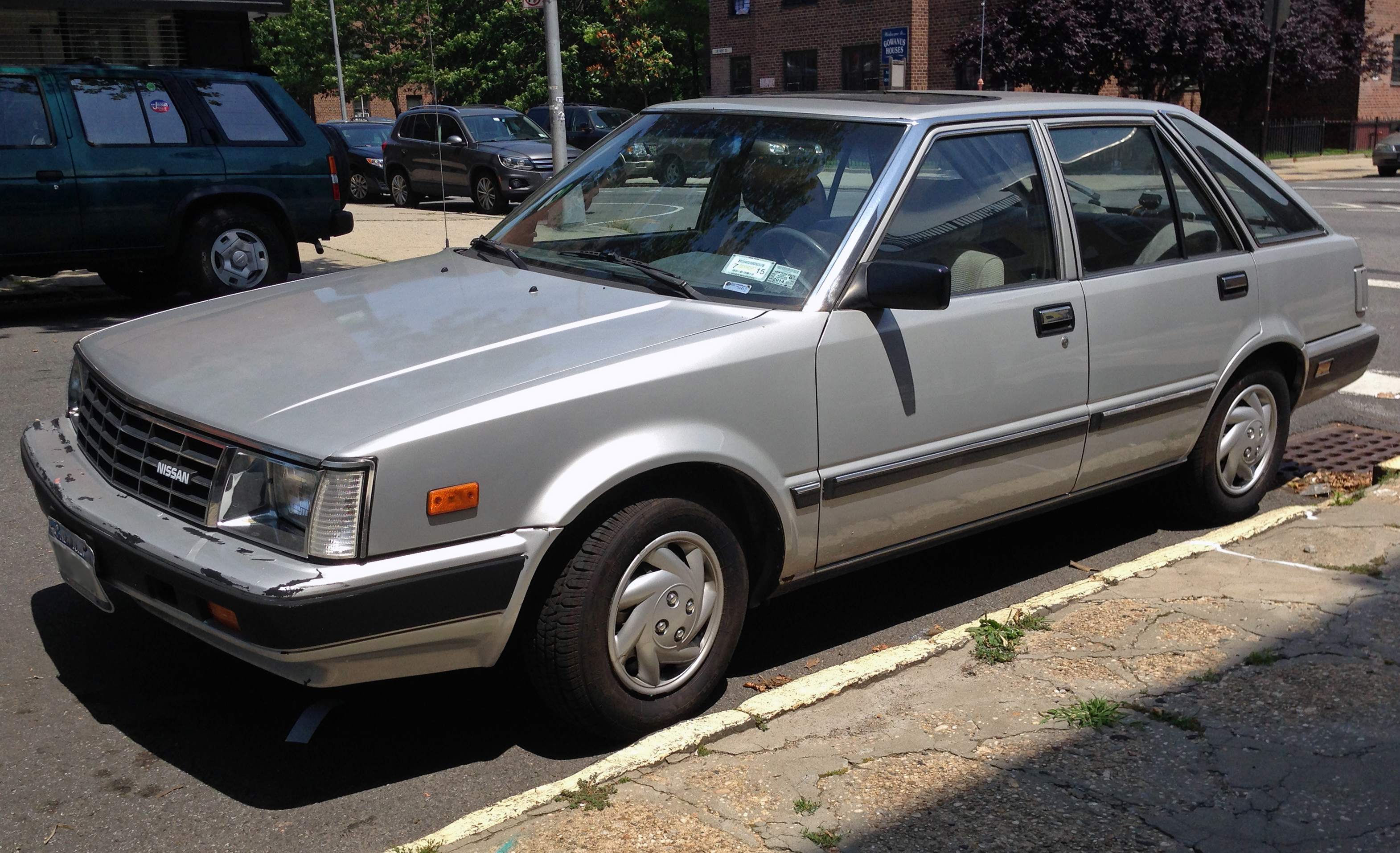
5ドアハッチバック（北米仕様）

## 3代目 T12型系（1986年 - 1990年）
- 1986年6月 - 3代目登場。またサブネームの「FX」が取れ車名が「スタンザ」に戻った。ボディは4ドアセダンのみとなり、U11型ブルーバードと基本設計が共通化された。同じ共通設計の姉妹車である3代目オースターとの相違点はフロントノーズの造形が逆スラント形状、Cピラーより後方のデザインが変更され、リアデッキの造形が非スポイラー形状となっており、トランクリッドの開口部がバンパーレベルからでなく、アッパーレベルからになっている。エンジンは、1.6L SOHC（CA16S・「1.6スプレモ」）と1.8Lがあり、後者にはSOHC（CA18i・「1.8スプレモ」）、SOHCターボ（CA18ET・「1.8スプレモ・ターボ」）、DOHC16バルブターボ（CA18DET・「1.8スプレモ・ツインカムターボ」）が設定された。SOHCエンジン全車にツインプラグを採用する。米国では3代目オースター及び欧州向けブルーバードがスタンザの名前で発売された。
- 1987年2月 - 10周年記念特別仕様車「エクストラサルーン」を発売。
- 1988年
  - 1月 - マイナーチェンジ。同時期にマイナーチェンジを実施したT12型オースターと同じ形状の前後バンパーを用いる。そのためか全長はマイナーチェンジ後のT12型オースターと全く同じ数値（マイナーチェンジ後の全長は4,460mm）となっている。CA18ET型SOHCターボエンジンが廃止された代わりにノンターボDOHC16バルブのCA18DE型エンジンが加わる。グレード名は「1.8スプレモ・ツインカム」。
  - 10月 - 一部改良。AT車にシフトロック追加。
- 1990年5月 - 日本国内でのスタンザは生産・販売終了。豪華な内装故にブルーバードと比較して10-15%ほど高価だったことから、販売期間中の新車登録台数の累計は一部T12型オースターと合算して4万2194台[4]。後継はオースターと統合してプリメーラ。

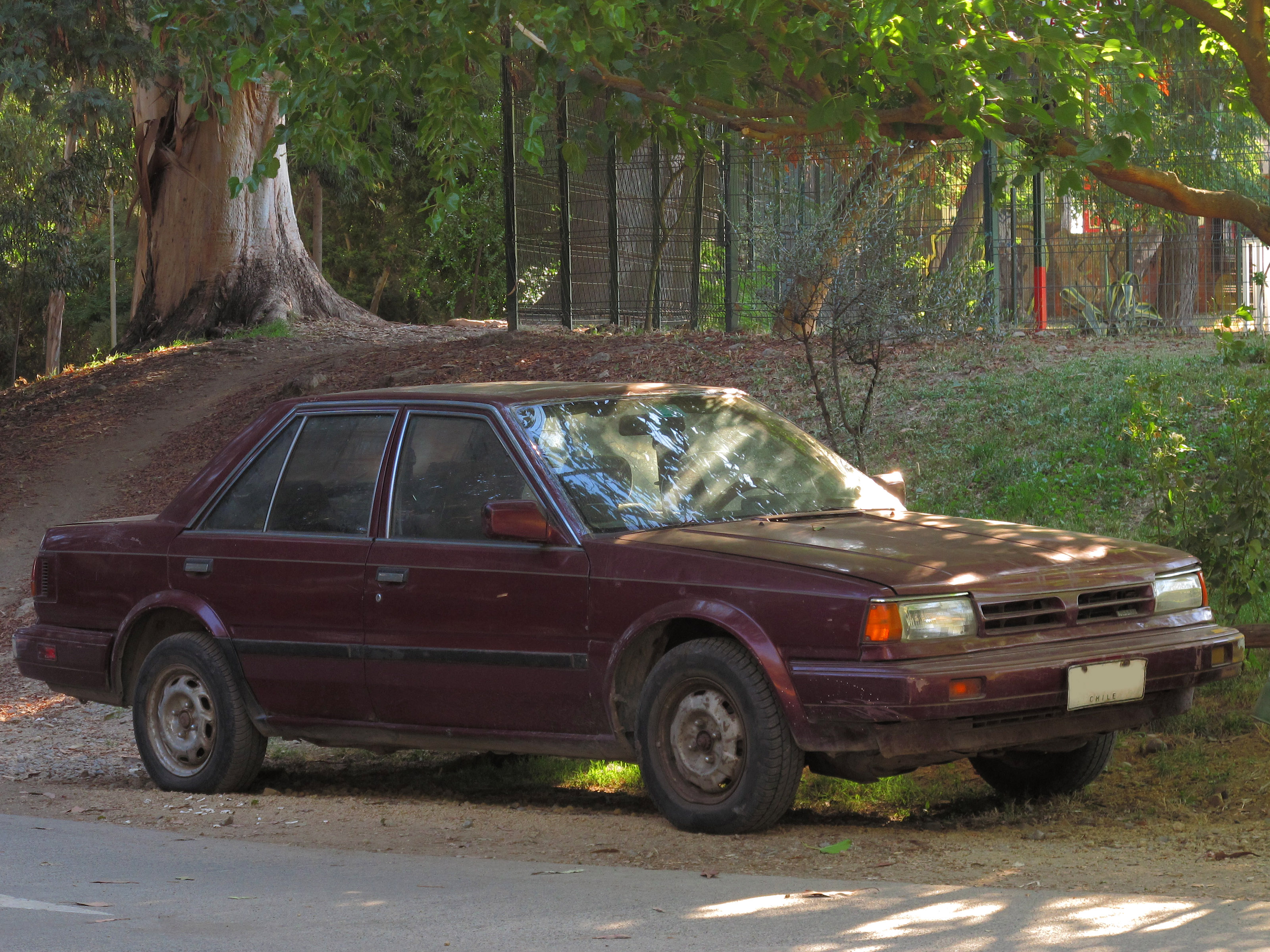
後期型（北米仕様）

## 4代目 U12型系（1989年 - 1992年）
北米ではフルモデルチェンジで名称が残された。T12型と同じくブルーバードと基本設計を共有し、完全な姉妹車となった。ハードトップとセダンをラインナップしたブルーバードに対し、スタンザはセダンのみのラインナップとなっていた。ブルーバードとの大きな違いはフロントフェイスであり、バンパー、ヘッドライト(ターンシグナルはブルーバードと同じ型)、フロントグリルが異なる。また、リアのナンバープレートについてもブルーバードの位置（この位置にはガーニッシュが備わる）とは異なり、バンパー下部に移動している。
U12型ブルーバードは1991年9月で生産を終了しU13型にフルモデルチェンジしたが、スタンザはU12型のまま生産が継続され、1992年3月27日に生産を終了した。

## 5代目 スタンザアルティマ U13型系（1992年 - 1993年）

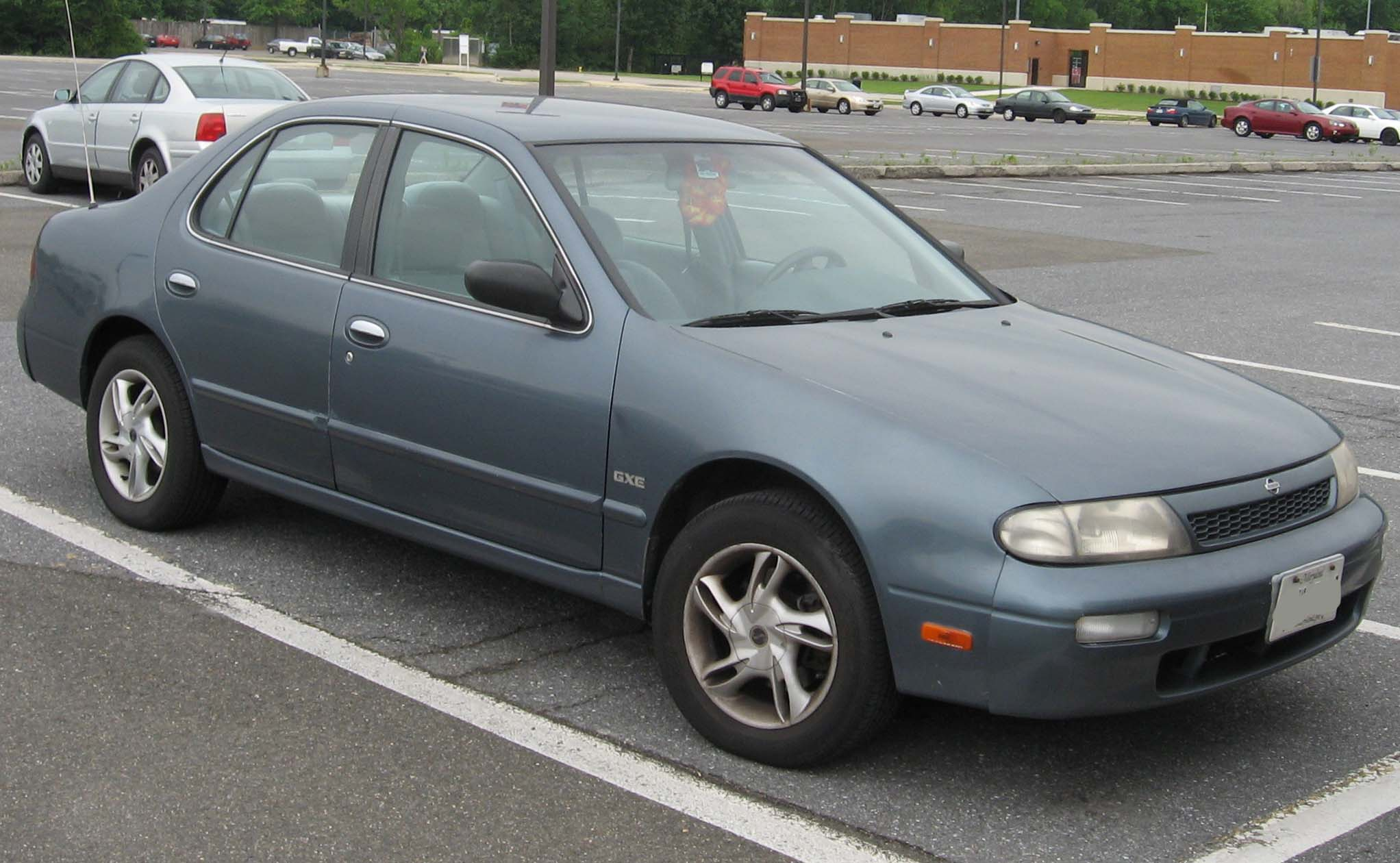
1993年型 アルティマ GXE

1992年、ブルーバードからやや遅れてU13型にフルモデルチェンジし、「アルティマ」のサブネームが付与された。U12型と同様、4ドアセダンのみの販売であったため外装設計を共有していたのはブルーバードSSSであった。このスタンザアルティマはブルーバードSSSよりも車幅が広く、フロントグリル、バンパーなど細かなところが異なっていた。正式な車名は「スタンザアルティマ」であるが、リアのエンブレムには「スタンザ」は小さく、「アルティマ」は大きく書かれている。
1993年を最後に「スタンザ」の名称が外れ、翌1994年からは「アルティマ」の単独ネームとなった。

## 車名の由来
- スタンザとは、イタリア語で「部屋」という意味である。
- スプレモとは、スペイン語で「最高、至高」という意味[注釈 2]であり、後にラフェスタハイウェイスターの特別仕様車（のちにカタロググレード化）でその名が復活している。
- FXとは、「Future X」の略である。